# 石寒太
石 寒太（いし かんた、1943年9月23日 - ）は、日本の俳人。本名・石倉昌治。

## 来歴
静岡県田方郡生まれ。静岡県立韮山高等学校、國學院大學文学部卒業。1969年「寒雷」入会、加藤楸邨に師事。1989年、「言葉にも心にも片寄らず、炎のような情熱と人の環を大切にする」をモットーに「炎環」を創刊、主宰。毎日新聞社『俳句αあるふぁ』編集長、毎日文化センター講師、NHK俳句教室講師、朝日カルチャーセンター講師。日本文芸家協会、近世文学会、俳文学会、現代俳句協会会員。 句集に『あるき神』『炎環』『翔』『夢の浮橋』『石寒太句集』、評論に『山頭火』『宮沢賢治の俳句』『わがこころの加藤楸邨』『「歳時記」の真実』『おくのほそ道　謎解きの旅』など多数。